# En vind av längtan
"En vind av längtan" är en sång av Tomas Ledin från 1993. Den finns med på hans fjortonde studioalbum Du kan lita på mej (1993), men utgavs också som singel samma år.
Låten spelades in i Polar Studios med Lasse Anderson och Tomas Ledin som producenter. Singeln gavs ut på CD. Den nådde ingen listplacering på den svenska singellistan. Den låg på Svensktoppens niondeplats under en vecka mellan den 16 och 22 oktober 1993.
Låten framfördes live i TV-programmet Sommar på Gröna lund som sändes i TV4 den 28 juni 1993. Studioversionen av låten finns även med på samlingsalbumen Sånger att älska till (1997) och Festen har börjat (2001) samt liveskivan I sommarnattens ljus (2003). Den har inte spelats in av någon annan artist.

## Låtlista
1. "En vind av längtan" (Femton minuter sexton sekunder)
2. "En vind av längtan" (editerad version)

### Fotnoter
1. 1 2 3  ”Tomas Ledin”. Svensk mediedatabas. Arkiverad från originalet den 25 juli 2014. https://web.archive.org/web/20140725173941/http://smdb.kb.se/catalog/search?q=Tomas+Ledin&x=0&y=0. Läst 17 januari 2013.
2. ↑  ”En vind av längtan”. Hitparad. http://swedishcharts.com/showitem.asp?interpret=Tomas+Ledin&titel=En+vind+av+l%E4ngtan&cat=s. Läst 17 januari 2013.
3. ↑  ”Svensktoppen 1993”. Sveriges Radio. http://sverigesradio.se/diverse/appdata/isidor/files/2023/3489.txt. Läst 17 januari 2013.